# 2015 HD10
2015 HD10 est un astéroïde géocroiseur de type Apollon d'environ 15 mètres de diamètre, découvert le 21 avril 2015 à l'observatoire du Cerro Tololo au Chili. Lors de sa découverte, l'astéroïde avait une magnitude apparente de 22,5-22,0. La découverte est officiellement annoncée le 22 avril. 

## Rapprochement avec la Terre
L'astéroïde s'est approché à 650 000 kilomètres (1,7 fois la distance Terre-Lune) de la Terre le 29 avril 2015 à 9 h 55.
Sa distance minimale d'intersection de l'orbite terrestre est de 0,00339 ua soit 507 000 km.